# Cladosporium psoraleae
Cladosporium psoraleae är en svampart som beskrevs av M.B. Ellis 1972. Cladosporium psoraleae ingår i släktet Cladosporium och familjen Davidiellaceae.   Inga underarter finns listade i Catalogue of Life.